# Burg Polzing
Die Burg Polzing ist eine abgegangene Niederungsanlage im gleichnamigen Ortsteil der Gemeinde Geboltskirchen im Bezirk Grieskirchen von Oberösterreich (Polzing Nr. 4, Gugeneder Gut).

## Geschichte
Polzing („Polasingas“) wird erstmals 776 erwähnt, als der Graf Macheln von Lambach den Ort der Kirche zur seligsten Jungfrau Maria zu Freising schenkte. Er selbst hatte den Besitz von Herzog Odilo um das Jahr 740 erhalten.
Polzing („Polsinge“) war ein Sitz der Anhanger, die auch auf dem benachbarten Schloss Gröming saßen. Namentlich bekannte Familienmitglieder der Anhanger waren: Wernhard (1250), Otto (1279), Ulrich und seine Söhne Helmhart und Ulrich (1293, 1307), Wernhardt (1324), Heinrich (1331), Ulrich (Besitzer von Schloss Köppach zwischen 1339 und 1355), Meinhart (1368), Ulrich (1380 Pfleger auf Schloss Starhemberg) und Georg (1391 auf Schloss Roith).
Im Jahre 1400 kaufte Hans Anhanger, Besitzer von Schloss Roith, von seinen Vettern Joachim und Peter sowie deren Söhnen Theobald und Vinzenz  den Sitz zu Polzing. Vermutlich hatten Joachim und Peter den Sitz zu Polzing nur fallweise bewohnt, da Joachim 1394 Pfleger zu Steyr war und sich Peter Anhanger im gleichen Jahr „zu Köppach“ nennt. Peter der Anhanger wurde 1411 von Herzog Albrecht V. von Österreich mit dem Burg Hausruck belehnt.
Hans Anhanger war 1400 mit Elisabeth, einer Jörgertochter, verheiratet. Beide hatten keine Kinder und so wurden die Erben der Anhanger 1455 die Jörger von Tollet. Die verlassenen Burgteile fielen vermutlich 1600 einem Brand zum Opfer.

## Burg Polzing heute
Der die einstige Burg umgebende Teich ist auf dem Ausschnitt aus dem Franziszeischen Kataster zu Beginn des 19. Jahrhunderts noch gut erkennbar. Der Meierhof der Burg ist die Hausnummer 12 von Geboltskirchen. Neben diesem Gut war bis Ende der 1960er Jahre eine hügelförmige Erhebung zu sehen, auch Teichreste waren noch vorhanden. Der bei der Burg gelegene Teich wurde offenbar in jüngster Zeit zugeschüttet.
Über die Burg Polzing berichten mehrere Sagen, darunter darf auch die Behauptung nicht fehlen, dass ein Fluchtgang von einem Erdstall in Geboltskirchen zum Sitz Polzing geführt habe.

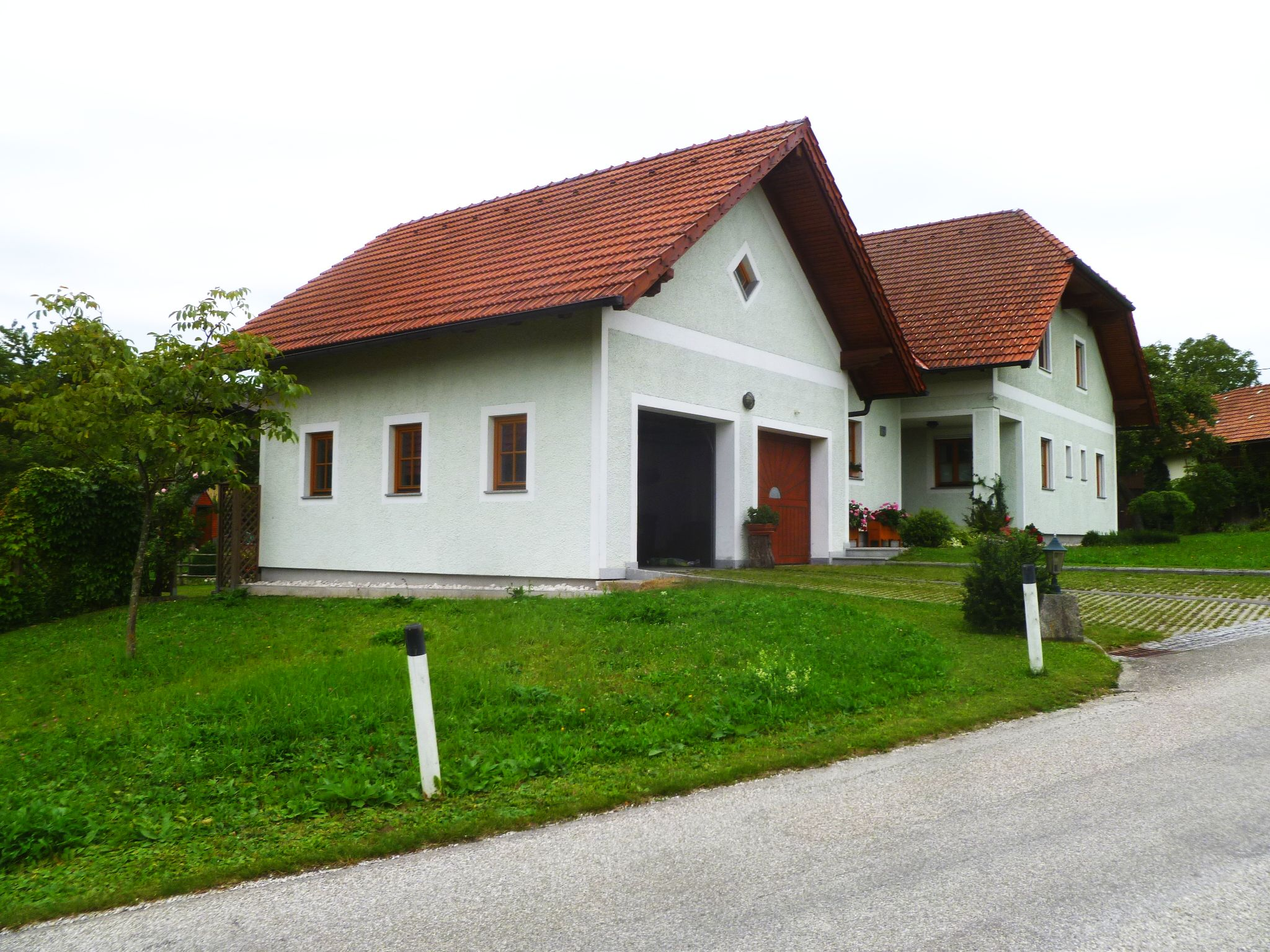
Wohnhaus in Polzing an der ehemaligen Burgstelle